# WordPress
WordPress é um sistema livre e aberto de gestão de conteúdo para internet (do inglês: Content Management System - CMS), baseado em PHP com banco de dados MySQL e MariaDB, executado em um servidor interpretador, voltado principalmente para a criação de páginas eletrônicas (sites) e blogs online. Criado a partir do extinto b2/cafelog, por Matthew Mullenweg e Mike Little, e distribuído gratuitamente sob a GNU General Public License.
É uma das ferramentas mais utilizadas para conteúdo na web, disputando com o serviço do Google, chamado Blogger. No entanto, o WordPress é adotado por aqueles que queiram uma página com maior personalização e recursos diferenciais.
A popularização deste sistema é devido, entre outras, seu tipo de licença (de código aberto), facilidade de uso e a versatilidade. Também é possível desenvolver sites de tipo comércio eletrônico, revistas, portfólio, gerenciador de projeto, agregador de eventos e, outros conteúdos devido a sua capacidade de extensão através de plugins, temas e programação PHP.

## Características

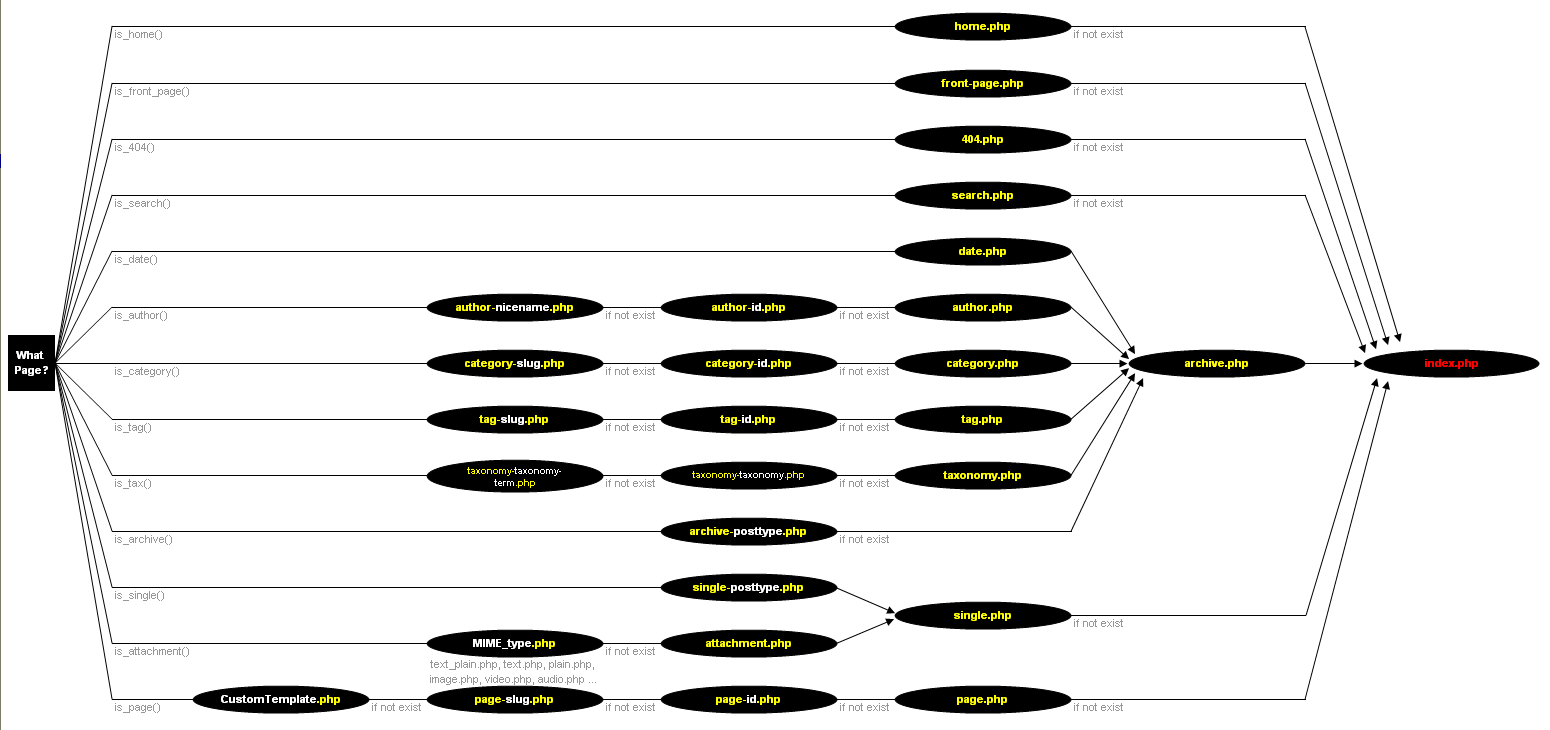
Hierarquia de modelos WordPress

O WordPress possui um sistema de modelos, através de um processador de modelos. O usuário pode reorganizar o layout através de widgets sem precisar editar códigos PHP ou HTML; eles também podem instalar e alternar entre temas WordPress. Os códigos PHP e HTML dos temas também podem ser editados para adicionar funcionalidades personalizadas.
Alguns dos recursos incluem:
- Gerar XML, XHTML, e CSS em conformidade com os padrões W3C
- Gerenciamento integrado de ligações
- Estrutura de permalink amigável aos mecanismos de busca
- Suporte extensivo a plugins
- Categorias aninhadas e múltiplas categorias para artigos
- TrackBack e PingBack
- Filtros tipográficos para formatação e estilização de texto corretas
- Páginas estáticas
- Múltiplos autores
- Suporte a tags (desde a versão 2.3)
- Pode gerenciar múltiplos blogs em subpastas ou subdomínios (desde a versão 3.0)
- Importação e exportação de dados
- API de desenvolvimento de plugins
- Níveis, promoção e rebaixamento de usuários
- Campos personalizados que permitem armazenar dados extras no banco de dados

Há aplicações para Android, iPhone/iPod Touch, iPad,  Windows Phone 7 e BlackBerry que oferecem acesso a alguns dos recursos do painel administrativo WordPress tanto para o WordPress.com quanto para alguns blogs WordPress.org.
O WordPress atualmente suporta a importação de dados, na forma de postagens (artigos), da maioria das plataformas de publicação disponíveis. É possível importar dados exportados de outros sistemas como Blogger , WordPress.com etc.

## História

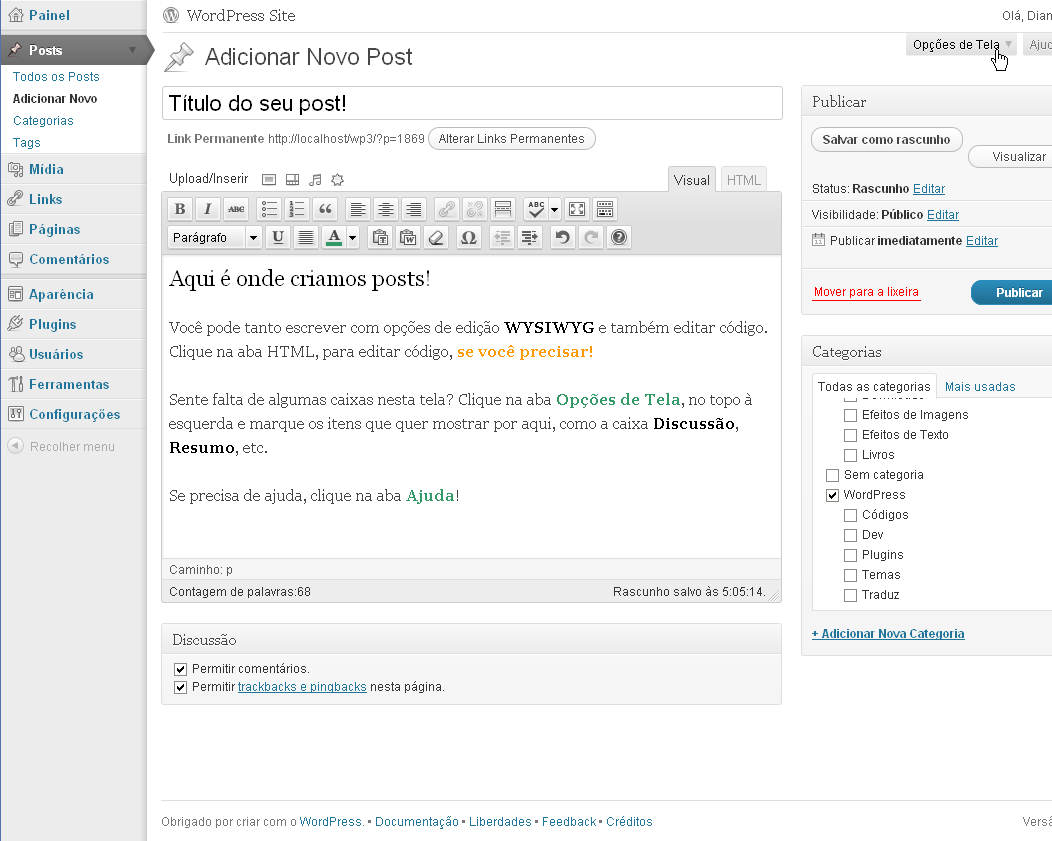
Tela "Adicionar novo Post", na versão 3.2

O b2/cafelog, mais conhecido por b2 ou cafelog, foi o precursor do WordPress. Estima-se que o b2/cafelog tenha sido empregado em aproximadamente 2.000 blogs até Maio de 2003. Escrito em PHP para uso em MySQL, o b2 foi escrito por Michel Valdrighi, que é agora um contribuidor no desenvolvimento do WordPress. Embora o WordPress seja o sucessor oficial, outro projeto, b2evolution, também está em desenvolvimento ativo.
O WordPress apareceu em 2003 da junção de esforços entre Matt Mullenweg e Mike Little para criar um fork do b2.  O nome WordPress foi sugerido por Christine Selleck, uma amiga de Mullenweg.
Em 2004 os termos de licenciamento para o concorrente Movable Type foram mudados pela Six Apart e muitos de seus usuários mais influentes migraram para o WordPress. Em Outubro de 2009, O sistema Market Share Report chegou à conclusão que o WordPress conseguiu criar uma das marcas mais fortes em sistemas de gerenciamento de código aberto.
A versão 3.0, lançada em 17 de junho de 2010, fundiu o WordPress MU ao aplicativo principal; sendo assim, o projeto WordPress Mu foi descontinuado. O WordPress MU era um fork do WordPress criado para permitir a existência e gerenciamento de vários blogs simultâneos em apenas uma instalação. Atualmente o WordPress pode se tornar multiusuário mediante algumas configurações.

### Remoção de temas patrocinados
Em julho de 2007, seguindo debate no fórum do WordPress e artigo de Mark Ghosh em seu weblog Tools Collection, Matt Mullenweg anunciou que o repositório de temas do sistema, não mais hospedará temas contendo links patrocinados. Embora isso tenha sido criticado por designers e usuários dos mesmos, foi apoiado pela maioria dos usuários WordPress, que o consideraram como spam. Assim, o repositório oficial de temas paralisou a aceitação de qualquer tema (até os sem links patrocinados) após o anúncio. Mas ainda estão disponíveis, os temas patrocinados existentes anteriormente, assim como temas gratuitos com links adicionados por terceiros.
Em julho de 2008, um novo repositório foi lançado, com um layout semelhante ao diretório de plugins. Todo tema enviado é verificado por um script e por voluntários.
Em dezembro de 2008, mais de 200 temas foram removidos do diretório WordPress, por não compactuarem com a licença GPL. Sendo permitidas apenas menções do autor nos respectivos temas, sendo proibido links patrocinados ou divulgadores de sites que distribuem temas não-GPL (são hospedados em outros diretórios).

## Versões
Desde a versão 1.0 todas as versões do WordPress têm o codinome de um artista de jazz.
| Versão | Codinome   | Data de Lançamento      | Notas |
| ------ | ---------- | ----------------------- | --- |
| 0.70   |            | 27 de maio de 2003      | Tinha a mesma estrutura do seu predecessor, b2/cafelog. Só é possível baixar a versão 0.71-gold no site oficial. |
| 1.0    | Davis      | 3 de janeiro de 2004    | Foi adicionada a possibilidade de criar o próprio tipo de URL amigável e juntamente o nome da categoria. Foi criado o arquivo rápido de configuração wp-config.php. O administrador agora pode moderar, configurar e aprovar os comentários antes se serem publicados no blog. Foi adicionado suporte a XFN e assinaturas atom. |
| 1.2    | Mingus     | 22 de maio de 2004      | O mais importante foi a introdução ao suporte de plugins. Ainda hoje é usada a mesma estrutura de cabeçalhos para os plugins. |
| 1.5    | Strayhorn  | 17 de fevereiro de 2005 | Strayhorn trouxe uma grande quantidade de atualizações vitais, como a criação de páginas estáticas e de temas/design. Assim como veio com um tema padrão incluído (codinome Kubrick) criado por Michael Heilemann. |
| 2.0    | Duke       | 31 de dezembro de 2005  | Nesta versão veio o editor WYSIWYG, uma grande melhora nas ferramentas de administração, o upload de imagens, melhora na velocidade do sistema, mudanças na forma de importar informações, e uma completa revisão do BackEnd. No WordPress 2.0 também veio uma grande variedade de informações para os desenvolvedores de plugins. |
| 2.1    | Ella       | 22 de janeiro de 2007   | Além das correções de segurança, esta versão trouxe um re-design da interface, melhorando o painel de edição com a auto correção e o auto-save, e uma melhora nas opções de administração. |
| 2.2    | Getz       | 16 de maio de 2007      | Na versão 2.2 veio o tão esperado suporte para widgets em temas, e uma mudança no feed Atom, e uma substancial melhora de velocidade. |
| 2.3    | Dexter     | 24 de setembro de 2007  | Na versão 2.3 tivemos como principal adição o suporte nativo a tags, um novo sistema de categorias e uma melhora das notificações de atualizações. Nesta versão também foi incluído o suporte completo ao Atom 1.0, junto com o protocolo de publicação e incluiu algumas correções de segurança, já muito necessárias. |
| 2.5    | Brecker    | 29 de março de 2008     | Foi decidido pelos desenvolvedores pular a versão 2.4, logo a versão 2.5 veio com duas atualizações importantes. Novamente um completo re-design da administração e o site do WordPress também ganhou uma completa modificação para acompanhar o estilo. |
| 2.6    | Tyner      | 15 de junho de 2008     | Tyner veio com poderosas ferramentas que ajudaram a tornar o WordPress mais CMS, agora você pode criar revisões para cada um dos artigos que são criados, tornando fácil voltar para uma versão anterior do artigo se necessário. |
| 2.7    | Coltrane   | 11 de dezembro de 2008  | De novo vemos mais um re-design do administração. Juntamente com a introdução da atualização automática de plugin pela administração. |
| 2.8    | Baker      | 10 de junho de 2009     | Baker trouxe melhoras na velocidade, e a instalação de temas direto da administração. Trouxe também uma modificação para a melhor edição de arquivos pela administração e uma completa reestruturação da API dos Widgets. |
| 2.9    | Carmen     | 19 de dezembro de 2009  | Carmen trouxe uma estrutura de lixeira, um editor de imagens, atualização em massa de plugins, e uma grande quantidade de novas funções para os desenvolvedores. |
| 3.0    | Thelonious | 17 de junho de 2010     | Thelonius trouxe um novo tema padrão chamado "Twenty Ten". A versão marca a fusão do Wordpress com o Wordpress MU, permitindo a existência de vários blogs em uma única instalação. Nesta versão, também foram corrigidos mais de 1200 bugs. |
| 3.1    | Reinhardt  | 23 de fevereiro de 2011 | Reinhardt teve como novidade mais notória a adição da Admin Bar, a qual aparece em todas as páginas do blog quando o administrador está conectado. Trouxe maior facilidade de acesso a funções críticas, tal como comentários e atualizações, além de melhoria nas capacidades das ligações internas, entre outras. |
| 3.2    | Gershwin   | 4 de julho de 2011      | Gershwin teve como principal objectivo tornar o WordPress mais rápido e leve. |
| 3.3    | Sonny      | 12 de dezembro de 2011  | Sonny tem como principais objectivos tornar o WordPress mais amigável para principiantes e para utilizadores de tablet PC. Nesta versão também lançou-se um importador especial para Tumblr. |
| 3.4    | Green      | 14 de junho de 2012     | Green pretende facilitar a personalização de temas e cabeçalhos, de embeds do Twitter e das legendas de imagens. |
| 3.5    | Elvin      | 11 de dezembro de 2012  | Suporte para Tela retina, seletor de cores mais intuitivo, novo tema: Twenty Twelve. |
| 3.6    | Oscar      | 1 de agosto de 2013     | Um novo tema, Twenty Thirteen, preparado para apresentar os conteúdos de forma rica e com muitas cores. O editor de Menus está mais simples de entender e de usar. No editor, cada pequena alteração é salva, sendo possível restaurar de forma simples e rápida. |
| 3.7    | Basie      | 24 de outubro de 2013   | Foram adicionadas atualizações automáticas para a manutenção e atualizações de segurança. No momento de criar uma nova senha, a recomendação é mais interativa com o usuário. Um melhor suporte global para traduções com a ajuda da comunidade mundial também está melhor. |
| 3.8    | Parker     | 12 de dezembro de 2013  | Traz um novo visual para todo o painel de administração. Longe vão os gradientes e dezenas de tons de cinza. Traz em um maior, mais ousado design, mais colorido com quatro cores opcionais para o painel administrativo: Cinza, Verde, Lilás e Azul. O painel também adapta-se a qualquer resolução de tela. A busca por temas ficou ainda mais interativa com o usuário, e no simples digitar o tema é pesquisado no Wordpress.org. E para simbolizar o novo visual, o tema Twenty Fourteen foi adicionado ao padrão de instalação do WordPress. |
| 3.9    | Smith      | 16 de abril de 2014     | Novos recursos como pré-visualização de widgets ao vivo e o novo instalador tema agora estão melhores. Refinamentos de interface do usuário ao editar imagens e quando se trabalha com mídia no editor. Também trouxe de volta algumas das configurações avançadas de visualização das imagens. Se você quiser testar playlists de áudio e vídeo, os links vão aparecer no gerenciador de mídia, uma vez que você carregou um arquivo de áudio ou vídeo. Para os desenvolvedores de tema, foi adicionado suporte HTML5. A função de formatação que transforma citações diretas em citações inteligentes (entre outras coisas) sofreu algumas mudanças para acelerá-la drasticamente. |
| 4.0    | Benny      | 4 de setembro de 2014   | É possível explorar os uploads em uma visualização lado a lado. Uma nova tela de detalhes torna a visualização e edição de qualquer quantidade de mídia na sequência. Colando uma URL do YouTube em uma nova linha, ela se transforma em um vídeo incorporado. A escrita e edição ficaram mais simples e mais objetivas, com um editor que se expande para ajustar o seu conteúdo durante a escrita e que mantém as ferramentas de formatação disponíveis em todos os momentos. Existem mais de 30.000 plugins livres e abertos no repositório oficial de plugins do WordPress e a versão 4.0 deixa mais fácil a busca por eles, com novas métricas, pesquisa melhorada, e uma experiência de navegação mais visual, exibindo o ícone do plugin. Na instalação, agora é possível escolher o idioma, e em seguida ocorre o download dos arquivos de tradução. A variável wp_lang, que define a linguagem a ser usada pelo software, foi descontinuada e agora o usuário pode escolher o idioma no próprio painel em Configurações > Gerais. |
| 4.1    | Dinah      | 18 de dezembro de 2014  | Com um mais novo tema padrão, o Twenty Fifteen, é um tema com foco em blogs desenhado para maior clareza. Conta com uma tipografia descomplicada e legível em qualquer tamanho de tela. Quando se começa a digitar no editor, todas as distrações como barra lateral e botões desaparecem, permitindo que se concentre somente no texto e todas ferramentas de edição retornam quando se precisar delas. Agora conta com 44 idiomas e o usuário pode escolher a qualquer momento qual deles usar. Também é possível o usuário desconectar-se de qualquer máquina que esteja logado no momento, exceto a que esteja utilizando. Foi incorporada a função de inserir vídeos do Vine colando apenas a sua URL no editor. O instalador de plugins sugere plugins para o usuário, as recomendações são baseadas nos plugins que se usa e outros usuários instalaram. |
| 4.2    | Powell     | 23 de abril de 2015     | A ferramenta Publique isso foi melhorada. Foi adicionado suporte a vários novos caracteres, incluindo caracteres nativos chineses, japoneses e coreanos, símbolos musicais e matemáticos, e hieróglifos. O recurso "Personalizar" também foi melhorado, pode-se navegar e visualizar os temas instalados facilmente e ativar somente quando tudo estiver configurado. Foi adicionado suporte a incorporação dos sites Tumblr e Kickstarter. Atualização disponível de Plugin agora é feita de forma silenciosa, não mais recarregando a página. |
| 4.3    | Billie     | 18 de agosto de 2015    | As novas funcionalidades facilitam ainda mais a formatação do conteúdo e a personalização do site. Agora, é possível editar os menus dentro de Personalizar, e este ficou mais interativo com um ícone exibido na barra de administração. Além dos menus, também é possível inserir um ícone a ser exibido na guia do navegador, tudo ao vivo. Foram adicionados atalhos no editor de texto WYSIWYG. Na segurança, ao adicionar novos usuários ao site ou quando editar um perfil, o WordPress automaticamente gerará uma senha segura. Por padrão, agora as páginas não estarão habilitadas a permitir comentários. |
| 4.4    | Clifford   | 8 de dezembro de 2015   | Foi adicionado o novo tema padrão, chamado de Twenty Sixteen. Foi criado um novo modo de trabalhar com imagens responsivas utilizando o atributo srcset na tag img, com HTML5. Com isso, o servidor pode escolher qual imagem carregar. Agora é possível anexar posts de outros sites WordPress, apenas colando a url do post no editor. A REST API foi incluída ao core do sistema e os termos passam a poder ter metadados de forma mais simples. Foi adicionada a classe WP_Network que faz surgir a função_network_option que facilita o uso de diversas redes de sites. O Personalizar foi melhorado, buscando melhoria na rapidez e recursos de memória. |
| 4.5    | Coleman    | 12 de abril de 2016     | Mantenha-se focado em sua escrita com uma interface que causa menos distração, que o mantém no lugar e permite ligar facilmente ao seu conteúdo. Você gosta de usar atalhos de formatação para listas e títulos? Agora eles estão ainda mais úteis, com linhas horizontais e código. Verifique se o seu site parece grande em todas as telas! Pré-visualização para celular, tablet, e vistas de desktop diretamente no customizador. Temas podem agora suportar logotipos para sua empresa ou marca. Experimente-o com Twenty Sixteen e Twenty Fifteen na seção Site Identidade do customizador. Imagens geradas agora carregam até 50% mais rápido, sem perda de qualidade perceptível. O personalizador de agora suporta um quadro abrangente para a prestação de partes da pré-visualização sem reescrever seu código PHP em JavaScript. Foi adicionado suporte para o script de dependências de cabeçalho / rodapé. New wp_add_inline_script() permite a adição de código extra a scripts registrados. Modelos incorporados foram divididos em partes e podem ser diretamente substituídos por temas através da hierarquia do modelo. jQuery 1.12.3, jQuery Migrate 1.4.0, 1.2.3 Backbone e sublinhado 1.8.3 são empacotados. |
| 4.6    | Pepper     | 16 de agosto de 2016    | Agora tanto os plugins e temas podem ser instalados, atualizados ou excluídos sem recarregar a página. O painel do WordPress agora aproveita as fontes que ousuário já tem, tornando o carregamento mais rápido. O editor verifica automaticamente erros acidentais nos links criados pelo usuário e também salva no navegador tudo que é digitado, permitindo recuperação a qualquer momento. |
| 4.7    | Vaughan    | 6 de dezembro de 2016   | Foi adicionado o tema padrão Twenty Seventeen, que trabalha com cabeçalhos em vídeo e este mesmo recurso pode ser usado em outros layouts. Agora o usuário pode personalizar enquanto instala o sistema. Na demonstração ao vivo, foi adicionado atalhos em secções do layout para facilitar a edição destes. Pode ser criado páginas diretamente enquanto se cria menus. Uma ótima ferramente que foi adicionada é o CSS customizado, onde o usuário pode adicionar seus próprios estilos diretamente no site, sem relação direta com o tema ativo. Para quem gosta de publicar arquivos PDF, agora é possível ver em miniaturas na galeria. Para quem gosta de utilizar multi idiomas, foi adicionada a possibilidade de ter vários idiomas que o usuário pode escolher ao utilizar o painel do WordPress. |
| 4.8    | Evans      | 8 de junho de 2017      | Em 8 de junho de 2017, o WordPress Versão 4.8 , nomeado para o pianista de jazz e compositor William John “Bill” Evans, foi lançado ao público. Para obter mais informações sobre este aprimoramento e a versão de correção de erros, leia o Blog do WordPress e consulte o Changelog para 4.8. |
| 4.9    | Tipton     | 16 de novembro de 2017  | A versão 4.9 do WordPress, chamada “Tipton” em homenagem ao músico de jazz e líder da banda Billy Tipton, está disponível para download ou atualização no seu painel do WordPress. Os novos recursos da versão 4.9 suavizarão o fluxo de trabalho do seu projeto e manterão você protegido contra erros de codificação. |

## Vulnerabilidades

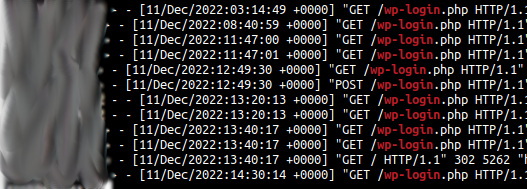
Registros de acesso mostrando atividade de bots de vulnerabilidade do Wordpress

Em 2007 e 2008, muitos relatos de segurança foram relacionados ao software. De acordo com Secunia (lista de vulnerabilidades WordPress), em abril de 2009 o WordPress tinha sete advertências sem correções (do total de 32), com uma taxa máxima de "Menos Crítico".
Em janeiro de 2007, muitos blogs que usavam a função de SEO, e também sites menores que usavam o AdSense, foram alvo de ataques através de uma vulnerabilidade no sistema. Que permitia inserir códigos maliciosos, na forma de um back door, na versão WordPress 2.1.1. (corrigido com a versão 2.1.2).
Em maio de 2007, um estudo revelou que 98% dos blogs WordPress eram vulneráveis porque estavam usando uma versão ultrapassada.
Em junho de 2007, Stefan Esser, o fundador do PHP Security Response Team, criticou os relatórios de segurança, citando problemas com a arquitetura da aplicação que tornavam difíceis a escrita de códigos seguros, além de outros problemas.
Em junho de 2011 a rede wordpress.org foi alvo de ataques. Várias modificações em plugins populares foram observados, algumas contendo códigos maliciosos; as modificações foram revertidas por serem visivelmente suspeitas. Por precaução, a senha de acesso à rede wordpress.org de todos os usuários precisou ser redefinida.
Desde então, o WordPress tem constante melhorias em termos de segurança, onde as últimas versões tem relatos mínimos de vulnerabilidades.

## Desenvolvedores
O desenvolvimento do WordPress é liderado por Ryan Boren e Matt Mullenweg. Mullenweg e Mike Little foram os co-fundadores do projeto. Principais desenvolvedores:
- Ryan Boren
- Mark Jaquith
- Matt Mullenweg
- Andrew Nacin
- Andrew Ozz
- Peter Westwood

Apesar de ser desenvolvido em grande parte pela sua comunidade, o WordPress é associado com a Automattic, onde alguns dos principais desenvolvedores do WordPress são funcionários.
Em parte desenvolvido pela comunidade, o WordPress tem entre estes os WP testers, um grupo de pessoas que testa os lançamentos voluntariamente. Eles tem acesso aos nightly builds, versões Beta e Release Candidates. Atualizando a essas versões, eles podem encontrar e reportar erros em uma lista de emails especial, ou na ferramenta Trac do projeto.

## Prêmios
- Prêmio Packt de CMS código aberto (2007).[68]
- Prêmio de melhor CMS código aberto, o Open Source CMS Award (2009).[69]
- Prêmio na categoria Hall of Fame CMS no 2010 Open Source Awards (2010).[70]
- Prêmio de aplicação web código aberto do ano, Open Source Web App of the Year Award no The Critters (2011).[71][72]

## WordCamp
WordCamp é o nome dado para todos os encontros relacionados WordPress, tanto os encontros formais quanto os encontros descontraídos.
O primeiro evento aconteceu em Agosto de 2006, em San Francisco, durou um dia e reuniu mais de 500 pessoas. O evento seguinte aconteceu em  Julho de 2007, também em San Francisco, durou dois dias e reuniu cerca de 400 pessoas.
O primeiro WordCamp fora de San Francisco aconteceu em Beijing em Setembro de 2007.  Desde então, aconteceram mais de 150 WordCamps no mundo. O WordCamp San Francisco, um evento anual, continua sendo uma conferência para usuários e desenvolvedores WordPress.

### WordCamps no Brasil

#### 2009

##### WordCamp Brasil - Primeira edição
O primeiro WordCamp brasileiro aconteceu em 21 de junho de 2009 na Fundação Nacional de Artes (Funarte), na cidade de São Paulo (São Paulo).
Foi uma edição Brasil, uma edição regional englobando todos os estados brasileiros, e nos anos seguintes tivemos apenas WordCamps locais, com os nomes de suas cidades de origem.
Para fins de explicação: note que existem diversos WordCamps locais em cidades dos Estados Unidos, Europa e Ásia, mas apenas uma vez por ano ocorre um WordCamp regional, englobando todo país ou continente (os WordCamps US, Europe e Ásia, respectivamente).

#### 2010

##### WordCamp Curitiba - Primeira edição
Em 22 e 23 de outubro de 2010 aconteceu a primeira edição na cidade de Curitiba (Paraná), nas instalações da Faculdade de Educação Superior do Paraná (FESP).

#### 2012

##### WordCamp Curitiba - Segunda edição
WordCamp Curitiba (Paraná), nos dias 14 e 15 de junho na Faculdade de Educação Superior do Paraná (FESP).
Conteve uma grade de atividades direcionadas à usuários, desenvolvedores e profissionais do WordPress. O lançamento da tradução do WordPress 3.4, então lançado dias antes, foi atrasado para que uma grande revisão da tradução fosse feita durante o evento.

##### WordCamp São Paulo - Primeira edição
O primeiro WordCamp a se realizar na cidade de São Paulo como um WordCamp local, em 25 de agosto, no Campus Consolação da Pontífica Universidade Católica.

#### 2013

##### WordCamp Porto Alegre - Primeira edição
Ocorreu em 13 de julho de 2013 na cidade de Porto Alegre (Rio Grande do Sul) na Faculdade de Tecnologia TecBrasil (FTEC).

##### WordCamp São Paulo - Segunda edição
Neste mesmo ano também ocorreu o WordCamp São Paulo 2013, em 23 de novembro de 2013, na Pontífica Universidade Católica de São Paulo (PUC). Contou com palestras para desenvolvedores e administradores de WordPress.

#### 2014

##### WordCamp Belo Horizonte - Primeira edição
Em 17 de maio de 2014 no Centro Universitário de Belo horizonte (UniBH). Pela primeira vez na capital mineira, tornando-se a 4ª capital brasileira a sediar o evento.

##### WordCamp Rio de Janeiro - Primeira edição
Neste mesmo ano de 2014 também ocorreu o sexto WordCamp em solo brasileiro e primeiro WordCamp Rio de Janeiro 2014, em 20 de setembro de 2014, no Senac Flamengo. 
Uma conferência anual para usuários WordPress, como blogueiros, designers e programadores, residentes em todo o Estado do Rio de Janeiro. No evento ocorrem palestras e debates relacionados ao que há de mais atual na comunidade mundial de WordPress.

##### WordCamp São Paulo - Terceira edição
Em 18 de outubro aconteceu a terceira edição do WordCamp São Paulo, 2014 , na PUC Consolação.

#### 2015

##### WordCamp Rio de Janeiro - Segunda edição
O WordCamp Rio de Janeiro 2015 e assim como no ano passado, ocorreu em 29 de agosto no Senac Flamengo.

##### WordCamp São Paulo - Quarta edição
Em 28 de novembro, mais uma vez na PUC Consolação, aconteceu a quarta edição do WordCamp São Paulo, 2015.

#### 2016

##### WordCamp Belo Horizonte - Primeira edição
Em 23 de Julho, aconteceu a segunda edição do WordCamp Belo Horizonte, no campus Estoril da UniBH.

##### WordCamp Fortaleza - Primeira Edição
Em 13 a 14 de agosto, aconteceu o WordCamp Fortaleza, na FBIdeias

##### WordCamp Rio de Janeiro - Terceira Edição
Em 24 de setembro, aconteceu a terceira edição do WordCamp Rio de Janeiro, no campus Tijuca da Universidade Veiga de Almeida.
WordCamp São Paulo - Quinta edição
O quinto WordCamp São Paulo no campus Tatuapé ocorreu em 10 de dezembro, na Universidade Cidade de São Paulo (UNICID).

### WordCamps em Portugal
Primeira edição (2011)
Em Lisboa (Portugal) o primeiro WordCamp ocorreu em 24 de Setembro de 2011, no Auditório Agostinho da Silva, na Universidade Lusófona.
Segunda edição (2012)
Em Lisboa, Portugal, ocorreu em 29 e 30 de Setembro de 2012 no Instituto Superior de Engenharia de Lisboa (ISEL) uma escola de engenharia actualmente integrada no Instituto Politécnico de Lisboa.

## WordPress.org vs. WordPress.com
É comum a confusão entre as páginas (domínios) wordpress.org e o wordpress.com.
WordPress.org
É o site comunitário do projeto do aplicativo WordPress, onde é possível fazer o download do aplicativo e contribuir com o projeto. Além de dispor o download, o portal também abriga o diretório de plugins e temas, a documentação chamada de Codex, lista de sites que utilizam o aplicativo WordPress, o Fórum de Suporte e o blog oficial.
WordPress.com
É um serviço de propriedade da Automattic que oferece hospedagem gratuita de blogs com software WordPress. Um usuário cria um endereço do tipo omeublog.wordpress.com, mas que inclui certas limitações como a de poder escolher apenas alguns temas, ou de incluir no rodapé o texto "Hospede seu blog com WordPress.com", e ainda de restringir a utilização de JavaScript, CSS e FTP. Em abril de 2008, uma ordem judicial da 31ª Vara Civel do Tribunal de Justiça de São Paulo, pediu o bloqueio de um blog hospedado no WordPress.com por conter suposto conteúdo criminoso, a ação poderia retirar do ar todos os blogs hospedados no serviço, a Automattic, responsável pelo serviço interveio no processo judicial sugerindo à Justiça duas formas de implementar o bloqueio sem prejudicar o serviço como um todo, ao contrário do que foi amplamente divulgado, o advogado que representou a Automattic no Brasil afirma que nunca houve vídeo erótico no blog.